# جيمس إم. سويفت
جيمس إم. سويفت (بالإنجليزية: James M. Swift)‏ هو محامي أمريكي، ولد في 3 نوفمبر 1873 في إيثاكا في الولايات المتحدة، وتوفي في 12 يوليو 1946 في بوسطن في الولايات المتحدة.